# Pallas' eekhoorn
Pallas' eekhoorn (Callosciurus erythraeus), genoemd naar Peter Simon Pallas, en ook wel beschreven als de roodbuikeekhoorn, is een eekhoornsoort. 
Hij werd vroeger ook driekleureekhoorn genoemd, maar die naam wordt tegenwoordig gebruikt voor de verwante Prevosts (klapper)eekhoorn (Callosciurus prevostii). 

## Verspreiding
De soort komt van oorsprong voor in India, China (de Volksrepubliek, Taiwan en Hongkong), Indochina, het schiereiland Malakka, Myanmar (Birma) en Thailand. De natuurlijke habitat varieert van loofbossen in de tropische en subtropische zones tot loof- en naaldbossen in de subalpine zone tot boven de 3000 meter. Pallas' eekhoorns hebben een territorium dat 1 tot 3 hectare kan omvatten.

## Voortplanting
Pallas' eekhoorns krijgen jaarlijks 1 tot 3 nesten van maximaal 2 jongen. Het gewicht van volwassen Pallas' eekhoorns is met 280 tot 420 gram te vergelijken met die van de gewone eekhoorn.

## Status

#### invasieve exoot
In toenemende mate komt de soort als invasieve soort echter ook daarbuiten voor, zoals in Argentinië, Japan, Frankrijk en Nederland, waar ze zowel in plattelandsgebieden als stedelijke gebieden worden aangetroffen. Uit onderzoek in Frankrijk is geconstateerd dat op plekken waar Pallas' eekhoorns voorkomen, de populatie inheemse (rode) eekhoorns op termijn afneemt. Daarnaast kan het dier schade veroorzaken aan bijvoorbeeld bomen of kabels en volgens Japans onderzoek via ectoparasieten bepaalde ziekten overdragen (o.a. de pestbacterie Yersinia pestis, de tyfusbacterie Rickettsia typhi en de Japanse gevlekte koortsbacterie Rickettsia japonica). In Nederland is het houden van Pallas' eekhoorn, Amerikaanse voseekhoorn (Sciurus niger) en grijze eekhoorn (S. carolinensis) sinds eind 2009 verboden.
In december 2011 werd in de Nederlandse gemeenten Weert en Leudal besloten tot het levend vangen van Pallas' eekhoorns. In 2015 was de in het wild levende populatie vrijwel weggevangen, en herstelde zich de oorspronkelijke Rode eekhoorn.
Sinds 2016 staat deze soort op de lijst van invasieve exoten die zorgwekkend zijn voor de Europese Unie . Dit betekent dat de Pallas' eekhoorn niet langer in de Europese Unie mag worden ingevoerd, vervoerd, gecommercialiseerd, gekweekt, gebruikt, uitgewisseld of vrijgelaten in de natuur. Bovendien mogen deze soorten niet langer worden gehouden, uitgezonderd in het geval van gezelschapsdieren die werden verworven tot 1 jaar na de opname van de soort op de Unielijst.